# NGC 495

NGC 495

NGC 495 في الفهرس العام الجديد، هي مجرة، تقع في كوكبة الحوت. اكتشفت في 12 سبتمبر 1784 بواسطة ويليام هيرشل.

## روابط خارجية
- NGC 495 على موقع ويكي سكاي: DSS2, SDSS, GALEX, IRAS, Hydrogen α, X-Ray, Astrophoto, Sky Map, Articles and images